# Remetské Hámre
Remetské Hámre est un village de Slovaquie situé dans la région de Košice.

## Histoire
Première mention écrite du village en 1828.

## Démographie

### Évolution de la population
| Année:               | 1994. | 2004.   | 2014.   | 2024.   |
| -------------------- | ----- | ------- | ------- | ------- |
| Nombre de personnes: | 704   | 658     | 598     | 542     |
| Différence:          |       | -6,53 % | -9,11 % | -9,36 % |

| Année:               | 2023. | 2024.   |
| -------------------- | ----- | ------- |
| Nombre de personnes: | 553   | 542     |
| Différence:          |       | -1,98 % |

## Politique
| Nom         | Parti politique | Date de l'élection | Fin du mandat |
| ----------- | --------------- | ------------------ | ------------- |
| Eva Landová | SMER            | 02.12.2006         | Déc. 2010     |